# Potackendrehen

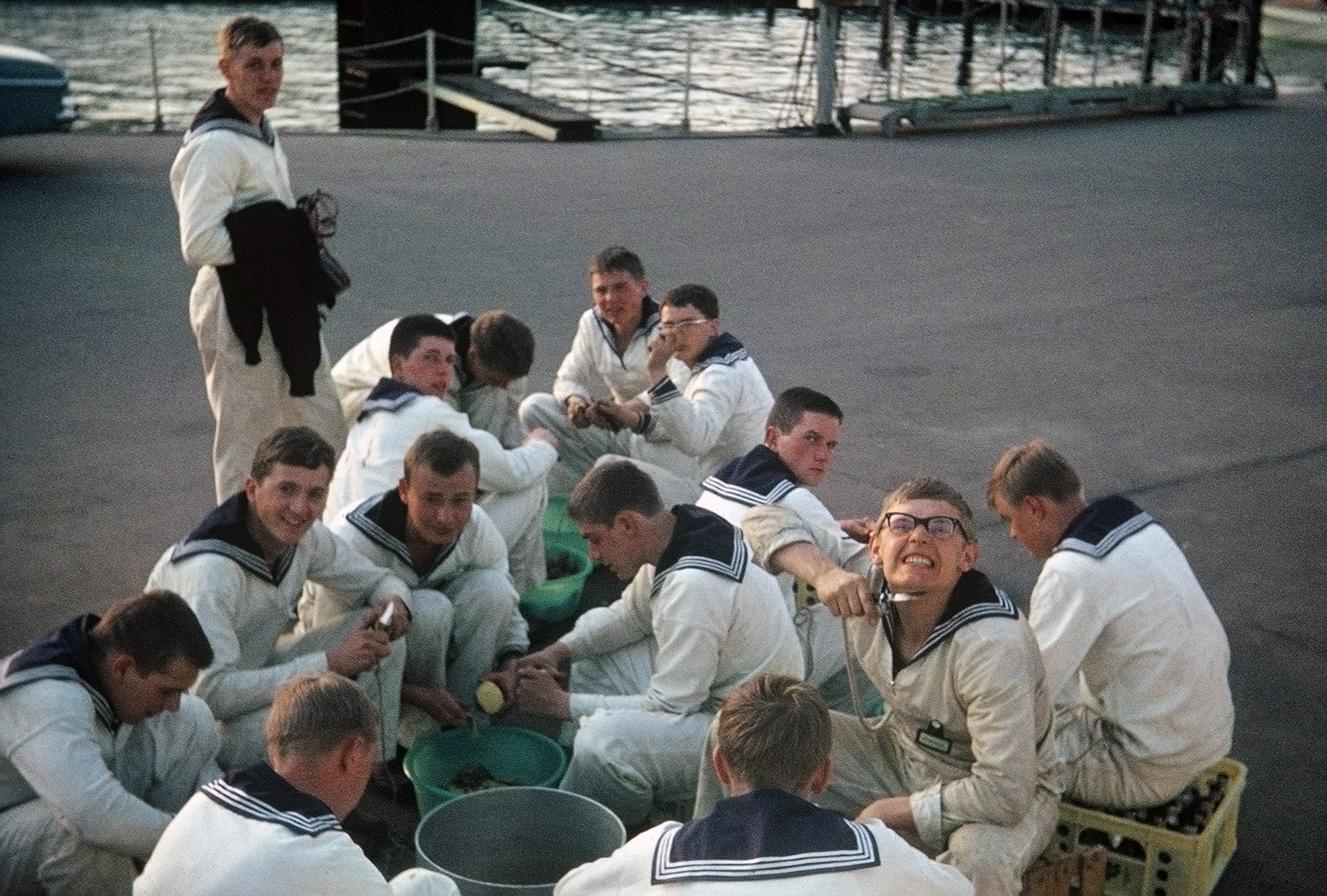
Offizieranwärter der Gorch Fock beim Potackendrehen auf der Kieler Blücherbrücke (April 1968)

Potackendrehen ist ein (nicht nur) seemännischer Ausdruck für das Kartoffelschälen. 

## Herkunft und Bedeutung
Das Wort „Potacke“ ist eine alte Dialektbezeichnung für Kartoffel, die sich heute noch vor allem im fränkischen Raum gehalten hat. Wahrscheinlich wurde sie von Hugenotten nach Deutschland vermittelt, über die aus dem Indianischen ins Spanische übernommene Bezeichnung für Kartoffeln patata. Wie dieser eher süddeutsche Ausdruck in die Seemannssprache gelangte, ist unklar. Das „Drehen“ bezeichnet die typische Bewegung beim Schälen. 
Wegen ihrer Lagerfähigkeit gehörten Kartoffeln auf Schiffen lange Zeit in großen Mengen zum Speiseplan, darum wurden dem Koch zum Potackendrehen Hilfskräfte zugeteilt. In der Regel gehörte es zu den Aufgaben der Backschaft, den Koch hierbei zu unterstützen.
Das Abgestellt-Werden zum Potackendrehen konnte auch als leichte Strafmaßnahme – im Sinne von „du bist zu sonst nichts nütze“ – verstanden werden. Es war aber eine vergleichsweise leichte Aufgabe und gab Gelegenheit zu zwanglosem Gespräch.
Das gemeinsame Potackendrehen war dabei durchaus ein gemeinschaftsstiftendes Element, an dem sich auf kleinen Fahrzeugen der Marine ab und zu auch Vorgesetzte beteiligten. Gelegentlich erhielt es auch Wettkampfcharakter. Auf dem Segelschulschiff Gorch Fock der Deutschen Marine wird das traditionelle gemeinsame Potackendrehen weiterhin als Teil der seemännischen Ausbildung der Offizieranwärter durchgeführt.